# Shintoïsme

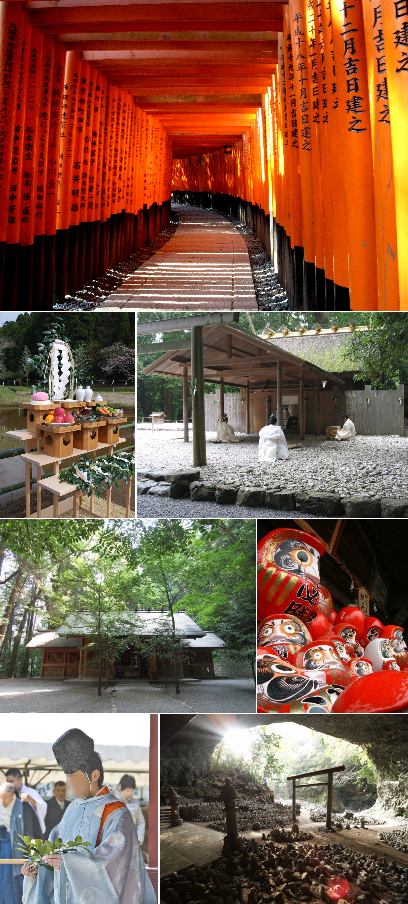

Het shintoïsme (Japans: 神道) of shinto is de oorspronkelijke religie van Japan. Het woord is een combinatie van twee Chinese karakters (神道) en betekent "de weg der goden".

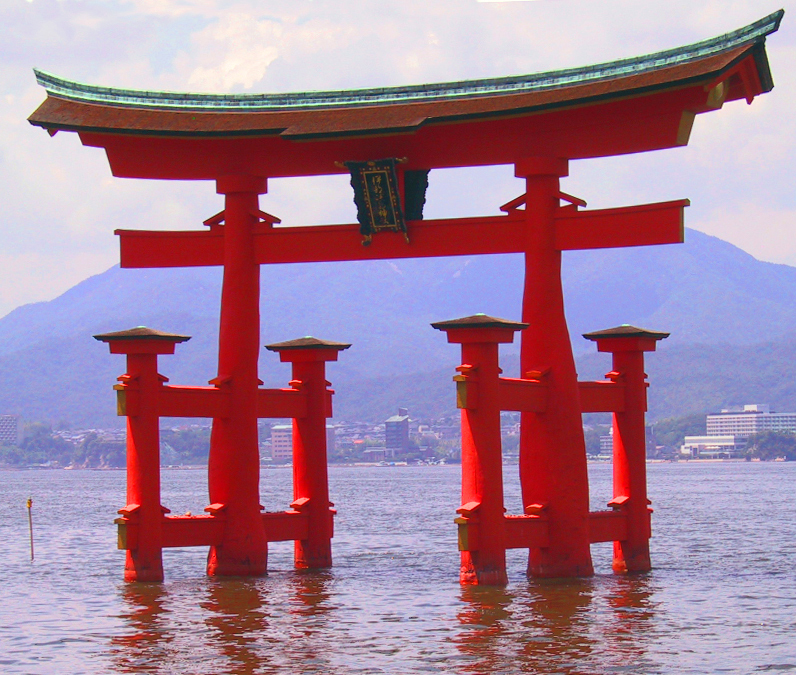
Een torii bij het Itsukushima-schrijn

In het shintoïsme worden zogeheten  Kami oftewel natuurgeesten aanbeden. Sommige kami zijn plaatselijk, dat wil zeggen de geesten die bij een bepaalde plek horen, terwijl anderen vereenzelvigd worden met grotere objecten en verschijnselen in de natuur. Amaterasu, bijvoorbeeld, is de Zonnegodin.

## Moeilijk plaatsbaar
Het shintoïsme is een van de moeilijkst te classificeren religies. Het is aan de ene kant een sterk ontwikkelde natuurgodsdienst (animisme), die diep verankerd is in de Japanse maatschappij, maar het geldt ook als een ideologie die misbruikt werd om het toenmalige Japanse militarisme te rechtvaardigen. Vanaf 1868 tot vlak na de Tweede Wereldoorlog was het shintoïsme de staatsgodsdienst. Tevens heeft het shintoïsme nog steeds een sterke invloed op de zogeheten "Nieuwe religies" in het naoorlogse Japan. Ten slotte is er veel wederzijdse beïnvloeding geweest tussen het shintoïsme en het boeddhisme.

## Natuurliefde
Het tweede wat opvalt aan het shintoïsme is de grote liefde en eerbied voor de natuur. Een waterval, de maan of slechts een apart gevormde steen kunnen voor een kami gehouden worden. Hetzelfde geldt voor charismatische personen en voor meer abstracte verschijnselen zoals groei en vruchtbaarheid. Geleidelijk aan werden de oorspronkelijk natuurgodsdienstige aspecten van het shintoïsme minder duidelijk en namen de kami meer antropomorfe (mensvormige) vormen aan, met daaraan gekoppeld vele mythen. De kami zijn echter geen transcendente godheden in de Westerse zin van het woord; hoewel goddelijk bewonen zij dezelfde wereld als wij.

## Heiligdommen
Kami worden vooral vereerd in openbare heiligdommen, maar ook wel in kleine privéheiligdommen, die soms slechts bestaan uit een hoge plank met enkele rituele objecten. Sommige van deze heiligdommen zijn grote structuren oftewel jinja, maar de meeste zijn kleine gebouwen in de karakteristieke Japanse stijl. In vergelijking tot bijvoorbeeld het christendom met zijn imposante kathedralen, met dure materialen, zijn jinja vaak erg eenvoudige houten gebouwen. Het gaat ook niet zozeer om het gebouw, dat eigenlijk vooral een bepaalde plaats aangeeft. Jinja zijn meestal gebouwd op een verhoging en sommige zijn moeilijker te bereiken. Meestal wordt de toegang tot het terrein gemarkeerd door een typische Japanse torii-poort, die bestaat uit twee palen met daarbovenop twee dwarsbalken. Het geheel is vaak (vermiljoen) rood geschilderd. Er zijn meer dan 100.000 van deze heiligdommen in gebruik, elk bemand door enkele shintopriesters.

## Gebruiken
Kami worden betrokken bij belangrijke gebeurtenissen zoals huwelijken, toelating tot de universiteit en het neerzetten van gebouwen. Ook wordt er vaak gebeden om aardse zaken, zoals een kind, een promotie of een gelukkiger leven. Tijdens begrafenissen daarentegen zijn, net als in China, vooral de meer boeddhistische aspecten belangrijk. De aanbidding van de kami verhevigt gedurende de vele shintofestivals. De meest aanbeden kami is de al genoemde zonnegodin Amaterasu, wier belangrijkste heiligdom in Ise staat. In dit en de vele andere aan haar gewijde heiligdommen wordt ze vaak gesymboliseerd door een spiegel, maar het binnenste van de jinja kan ook leeg zijn.

## Japanse Keizer
Tot vlak na de Tweede Wereldoorlog geloofde men dat de keizer afstamde van Amaterasu, en daarom zelf een kami was, namelijk een ikigami, een "levende kami". Militaire leiders (Shogun) hadden weliswaar vaak een groot deel van de macht in handen, maar de keizer werd als de echte heerser gezien, al was het maar in naam.
Keizer Hirohito deed in 1946 onder druk van de Amerikanen afstand van deze goddelijke status, maar desondanks blijft de keizerlijke familie sterk betrokken bij de shintorituelen die de eenheid van Japan symboliseren.

## Reinigingsrituelen
Reinigingsrituelen vormen een cruciaal onderdeel van het shintoïsme. Deze dienen bijvoorbeeld om een kami wiens heiligdom verplaatst moet worden gunstiger te stemmen. Een meer persoonlijk reinigingsritueel is het waterritueel, dat bijvoorbeeld gehouden wordt onder een waterval of in zee. Een derde vorm is vermijding, oftewel een taboe. Vrouwen mochten bijvoorbeeld tot 1868 de berg Fuji niet beklimmen. Deze vorm is geleidelijk minder belangrijk geworden, maar nog steeds gaat een religieuze Japanner die recentelijk iemand verloren heeft niet naar een bruiloft. Door veel Japanners wordt het shintoïsme niet of niet alleen gezien als een religie, iets wat bediscussieerd en door feiten weerlegd kan worden, maar als iets wat bij de Japanse manier van leven en tradities hoort.

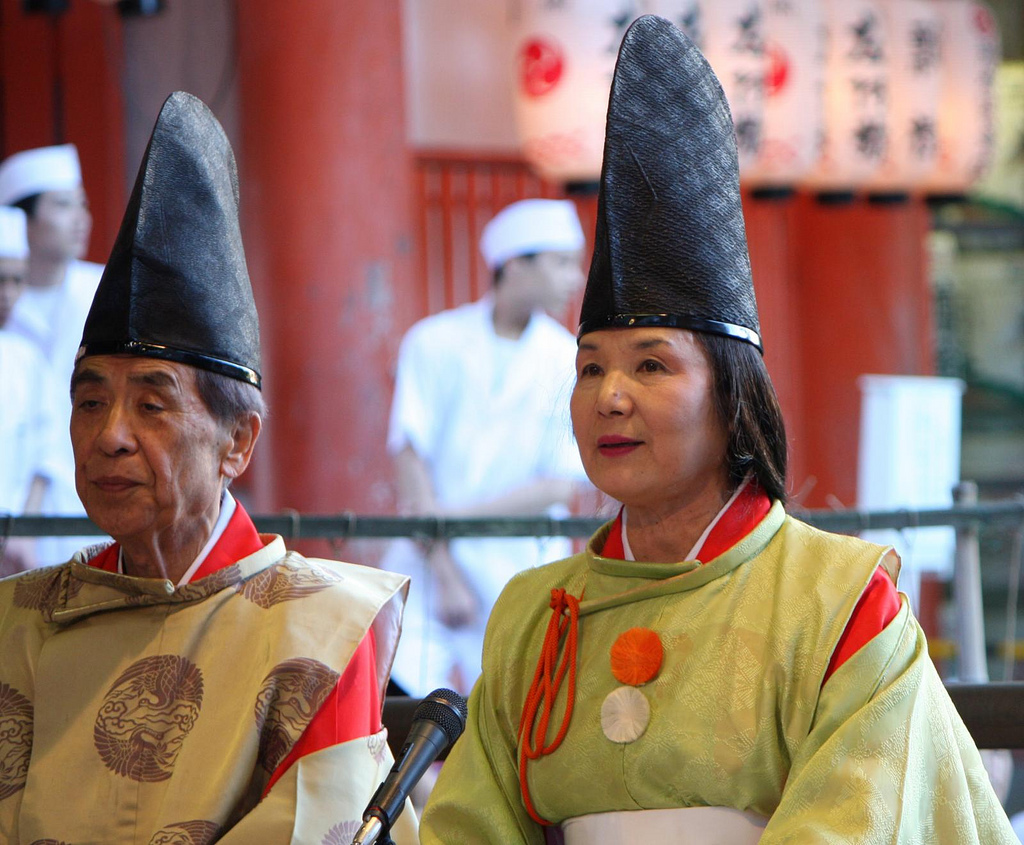
Priesters in het shintoïsme

## Invloed op cultuur
Het shintoïsme is van grote invloed op de Japanse cultuur. Hoewel het zeer moeilijk is om de precieze invloed van die van het boeddhisme te onderscheiden, is het duidelijk dat de nadruk van het shintoïsme op de natuur ten grondslag ligt aan bloemschikken (ikebana), de Japanse architectuur en tuinontwerp. In het sumoworstelen is de invloed nog duidelijker: voor een gevecht moeten vele rituelen uitgevoerd worden, waaronder het strooien van zout om de arena te reinigen.